# Venera 1
Venera 1 (Ruski: Венера-1) je prva sonda iz sovjetskog svemirskog programa "Venera", upućena prema planetu Veneri.
Venera 1 lansirana je 12. veljače 1961. u 00:34:36 h (UTC). Letjelica je težila 643.5 kg. Bila je u obliku cilindra promjera 105 cm, s kupolom na vrhu, ukupne visine 203.5 cm.
Letjelica je bila napunjena atmosferom od dušika, pod pritisom od 1 atmosfere, a postavljeni vanjski ventilatori su izjednačavali temperaturu različitih dijelova. Dvije solarne ploče opskrbljivale su srebro-cink baterije. Dvometarska antena od žičane mreže bila je zadužena za slanje podataka s Venere na Zemlju na frekvenciji od 922.8 MHz. Druga antena, duga 240 cm  je služila za kratkovalnu komunikaciju za vrijeme dok je letjelica bila u blizini Zemlje.
Od znanstvenih instrumenata, sonda je imala  magnetometar prikačen na antenu, dvije ionske zamke za mjerenje sunčevog vjetra, detektore mikrometeorita, Geigerov brojač te scintilator s natrijevim jodidom za mjerenje kozmičkog zračenja.
Venera 1 je lansirana u 2 koraka. Prvi je bio postavljanje 7-tonskog Sputnjika 8 u parkirnu orbitu dimenzija 229 x 282 km oko Zemlje, uz pomoć lansirne rakete Molniya. Drugi korak je bio lansiranje automatske međuplanetne postaje prema Veneri uz pomoć 4-stupanjske rakete. Ovo je bilo prvo lansiranje iz orbite u povijesti.

Uspješno su izvršena 3 telemetrijska mjerenja: pored Zemlje, u zemljinoj magnetopauzi te 19. veljače, na udaljenosti od 1.9 milijuna km. Mjerenja su uključivala prikupljanje sunčevog vjetra i mjerenje kozmičkih zraka. Nakon što je, uz pomoć Lune 2, otkriven sunčev vjetar, Venera 1 je dala prvu neovisnu potvrdu da se ova plazma nalazi posvuda u sunčevom sustavu  No, 7 dana nakon posljednjeg uspješnog mjerenja, doslo je do kvara i nije bilo moguće uspostaviti komunikaciju s letjelicom. Venera 1 je 19. i 20. svibnja 1961. prošla na oko 100,000 km od Venere i ušla u heliocentričnu orbitu. Britanci su u lipnju iste godine, uz pomoć radio teleskopa Jodrell Bank, uspjeli detektirati vrlo slabe signale s letjelice.
Sovjetski inženjeri pretpostavili su da se Venera 1 pokvarila zbog pregrijavanja senzora za određivanje smjera Sunca.
Venera 1 je bila važan korak u razvoju astronautike. Ova je letjelica bila prva moderna interplanetarna sonda. Rotacija sonde je bila stabilizirana tijekom većeg dijela putovanja. Bila je i prva letjelica koja je mogla obavljati korekcije putanje u letu, i to zahvaljujući stabilizaciji orijenacije po sve 3 osi na osnovu mjerenja položaja Sunca i zvijezde Canopus.
Da je uspjela stići do Venere, bila bi prva koja je koristila paraboličnu antenu za slanje podataka na Zemlju.

## Vanjske poveznice
|  | Zajednički poslužitelj ima stranicu o temi Venera 1 |

- (engl.) The Soviet Exploration of Venus
- (engl.) http://nssdc.gsfc.nasa.gov/database/MasterCatalog?sc=1961-003A Arhivirana+inačica+izvorne+stranice+od+3.+ožujka+2013.+(Wayback+Machine)